# Српска православна црква Светог Николе у Шимановцима
Српска православна црква Светог Николе у Шимановцима, у општини Пећинци, подигнута је у првој половини 19. века и као заштићено непокретно културно добро има статус споменика културе од великог значаја.

## Изглед
Храм посвећен Светом Николи саграђен је у виду једнобродне грађевине са три травеја и полукружном олтарском апсидом у ширини брода. Певнице, обележене у унутрашњости плитким нишама правоугаоне основе, нису видљиве на спољним зидним платнима. Рашчлањеност фасада (које одражавају унутрашњу поделу простора на травеје) постигнута је плитким лезенама профилисаних капитела, које се смењују са прозорским отворима нешто богатије украшених оквира. Веома наглашен централни ризалит западног прочеља храма пресеца широки, профилисани кровни венац и прераста у кулу-звоник, оштећен током Другог светског рата.
Класицистички конципиран иконостас шимановачке цркве из 1814. године остварење је карловачког дрворезбара Марка Вујатовића. Доминантна биљна декорација, карактеристична за његову радионицу, прекрива иконостасну конструкцију најчешће у виду лозе или олисталих гранчица, док се геометријски орнамент јавља пре свега на оквирима сликаних представа. Иконе је 1822. године извео Константин Лекић, сликар класицистичког стилског опредељења, у сарадњи са златарем Димитријем Лазаревићем.
Конзерваторско-рестаураторски радови су изведени 2005. године.